# Lista de prêmios e indicações recebidos por Pedro Cardoso
A seguir, uma lista de prêmios e indicações recebidos por Pedro Cardoso. Nascido no Brasil, em 1962, o ator consolidou uma carreira de muito sucesso no cenário audiovisual brasileiro, o que lhe rendeu diversos prêmios e indicações. 

## Emmy Award
O Prêmio Emmy Internacional é concedido pela Academia Internacional das Artes & Ciências Televisivas (IATAS) em reconhecimento aos melhores programas de televisão inicialmente produzidos e exibidos fora dos Estados Unidos. O evento é realizado desde 1973.
| Ano  | Categoria                | Trabalho         | Resultado | Ref.  |
| ---- | ------------------------ | ---------------- | --------- | ----- |
| 2008 | Melhor Ator em Televisão | A Grande Família | Indicado  | [ 2 ] |

## Festival do Rio
O Festival do Rio é um festival de cinema internacional da cidade do Rio de Janeiro.
| Ano  | Categoria   | Trabalho    | Resultado | Ref. |
| ---- | ----------- | ----------- | --------- | ---- |
| 1994 | Melhor Ator | A Matadeira | Venceu    |      |

## Grande Prêmio do Cinema Brasileiro
Criado em 2002 pela Academia Brasileira de Cinema, o Grande Prêmio do Cinema Brasileiro é a maior e mais prestigiada premiação do cinema nacional. Desde 2004, a votação passou a ser feita via internet, pelo site da Academia, e cada sócio recebe uma senha eletrônica para votar. A apuração é feita pela PricewaterhouseCoopers, a mesma empresa de auditoria que faz a apuração do Oscar.
| Ano  | Categoria                        | Trabalho                | Resultado | Ref.  |
| ---- | -------------------------------- | ----------------------- | --------- | ----- |
| 2004 | Melhor Roteiro Adaptado          | Lisbela e o Prisioneiro | Indicado  | [ 5 ] |
| 2004 | Melhor Ator em Papel Coadjuvante | O Homem que Copiava     | Venceu    | [ 5 ] |

## Melhores do Ano
O Troféu Domingão Melhores do Ano, ou apenas Melhores do Ano, é uma premiação realizada anualmente pelo programa de televisão brasileiro Domingão do Faustão, da Rede Globo, em que o público vota entre três artistas que brilharam e fizeram sucesso durante o ano na emissora e na música. Os artistas são previamente escolhidos pelos seus funcionários e os três melhores vão para a votação do público.
| Ano  | Categoria              | Trabalho         | Resultado | Ref. |
| ---- | ---------------------- | ---------------- | --------- | ---- |
| 2008 | Melhor Ator em Comédia | A Grande Família | Indicado  |      |

## Prêmio ACIE de Cinema
O Prêmio ACIE de Cinema nasceu em 2004. Idealizado pelo então presidente da ACIE, Michael Astor, correspondente da agência de notícias Associated Press, o prêmio foi inspirado no Globo de Ouro, conferido pela Associação de Imprensa Estrangeira de Hollywood.
| Ano  | Categoria   | Trabalho | Resultado | Ref.  |
| ---- | ----------- | -------- | --------- | ----- |
| 2005 | Melhor Ator | Redentor | Venceu    | [ 5 ] |

## Prêmio Arte Qualidade Brasil
Criado em 1977, o Prêmio Qualidade Brasil tinha, inicialmente, o objetivo homenagear as melhores produções e profissionais do Teatro e Televisão do Brasil. A partir de 2013, o prêmio passou a homenagear apenas os melhores do Teatro da cidade de São Paulo.
| Ano  | Categoria                       | Trabalho         | Resultado | Ref.  |
| ---- | ------------------------------- | ---------------- | --------- | ----- |
| 2003 | Melhor Ator em Série de Comédia | A Grande Família | Indicado  | [ 5 ] |
| 2004 | Melhor Ator em Série de Comédia | A Grande Família | Venceu    | [ 5 ] |
| 2005 | Melhor Ator em Série de Comédia | A Grande Família | Indicado  | [ 5 ] |
| 2006 | Melhor Ator em Série de Comédia | A Grande Família | Venceu    | [ 5 ] |
| 2007 | Melhor Ator em Série de Comédia | A Grande Família | Venceu    | [ 5 ] |
| 2008 | Melhor Ator em Série de Comédia | A Grande Família | Indicado  | [ 5 ] |
| 2009 | Melhor Ator em Série de Comédia | A Grande Família | Venceu    | [ 5 ] |
| 2010 | Melhor Ator em Série de Comédia | A Grande Família | Indicado  | [ 5 ] |

## Prêmio Contigo! de Cinema Nacional
O Prêmio Contigo! do Cinema Nacional é um evento da revista Contigo, realizado anualmente desde 2006, que contempla as melhores produções, atores, diretores e profissionais do cinema brasileiro. Os vencedores são definidos por um juri oficial montado pela revista Contigo, e também por um júri popular, que vota pela internet.
| Ano  | Categoria                       | Trabalho                         | Resultado | Ref.  |
| ---- | ------------------------------- | -------------------------------- | --------- | ----- |
| 2011 | Melhor Ator (pelo júri oficial) | Todo Mundo Tem Problemas Sexuais | Indicado  | [ 5 ] |

## Prêmio Contigo! de TV
O Prêmio Contigo! de TV é um evento da revista Contigo, realizado anualmente desde 1996, que contempla as melhores produções, atores, diretores e profissionais da televisão brasileira.
| Ano  | Categoria                          | Trabalho         | Resultado | Ref.   |
| ---- | ---------------------------------- | ---------------- | --------- | ------ |
| 2003 | Melhor Ator Cômico                 | A Grande Família | Indicado  |        |
| 2011 | Melhor Ator em Série ou Minissérie | A Grande Família | Indicado  | [ 11 ] |
| 2012 | Melhor Ator em Série ou Minissérie | A Grande Família | Indicado  | [ 12 ] |

## Prêmio Extra de Televisão
O Prêmio Extra de Televisão é realizado desde 1998 pelo jornal Extra, premiando os melhores da televisão brasileira.
| Ano  | Categoria              | Trabalho         | Resultado | Ref.  |
| ---- | ---------------------- | ---------------- | --------- | ----- |
| 2004 | Melhor Ator em Comédia | A Grande Família | Indicado  | [ 5 ] |

## Prêmio Guarani de Cinema
O Prêmio Guarani é concedido pela Academia Guarani de Cinema Brasileiro, anualmente a premiação, que conta com mais de 40 críticos cinematográficos, prestigia os talentos nacionais.
| Ano  | Categoria               | Trabalho                   | Resultado | Ref.  |
| ---- | ----------------------- | -------------------------- | --------- | ----- |
| 1998 | Melhor Ator             | O Que é Isso, Companheiro? | Indicado  | [ 5 ] |
| 2004 | Melhor Roteiro Adaptado | Lisbela e o Prisioneiro    | Indicado  | [ 5 ] |
| 2005 | Melhor Ator             | Redentor                   | Indicado  | [ 5 ] |

## Troféu Sol de Prata
| Ano  | Categoria                         | Trabalho    | Resultado | Ref. |
| ---- | --------------------------------- | ----------- | --------- | ---- |
| 1994 | Melhor Ator em Papel Protagonista | A Matadeira | Venceu    |      |